# Strandkålssläktet
Strandkålssläktet eller krambar (Crambe) är ett växtsläkte inom familjen korsblommiga växter.

## Arter i urval
- Oljekål
- Strandkål
- Stäppkål